# Casa geneticianului Alexei Bîrlădeanu (Comrat)
Casa geneticianului Alexei Bîrlădeanu este o clădire amplasată în Comrat, Republica Moldova. Este un monument istoric de importanță națională inclus în Registrul monumentelor Republicii Moldova ocrotite de stat cu nr. 233 (raionul Comrat).